# Lupé
Lupé là một xã trong tỉnh Loire miền trung nước Pháp.